# Anitica Butariu
Anitica Butariu (ou Aniţica Butariu) (17 de junho de 1882? — 21 de novembro de 1997) foi uma supercentenária romena e, possivelmente, a pessoa romena mais velha de todos os tempos, morrendo na idade de 115 anos e 157 dias. Se a idade dela for verdadeira, ela seria a 28.ª pessoa mais velha de sempre (9.ª quando morreu). Ela também teria sido a pessoa viva mais velha da Europa quando morreu.

## Biografia
Anitica supostamente nasceu em 17 de junho de 1882 em Madrigesti, Arad, Romênia, e foi surda-muda desde o nascimento. Ela possuía um certificado de nascimento que seu médico, Victor Arsenie, costumava verificar sua idade reivindicada. Ela nunca se casou e trabalhou como governanta até 1964, quando ela se mudou para uma casa de repouso em Lipova aos 82 anos e permaneceu lá o resto de sua vida. Embora ela afirmasse ter 115 anos quando morreu, ela nunca teria mantido o título de "pessoa viva mais velha do mundo", pois Marie-Louise Meilleur, Sarah Knauss e Maggie Barnes eram todas mais velhas do que ela.
Butariu era altamente dependente de seus cuidadores. Ela era principalmente confinada na cama, e quando ela caminhava, ela tendia a ficar muito perto de sua cama. As enfermeiras alimentaram e banharam-na. Ela conhecia um número muito limitado de gestos, e nunca soube de seu título como a pessoa mais velha da Europa. Ela também gostava de refrigerante com sabor de laranja.
Sua reivindicação é contestada devido à falta de documentação, embora recentemente tenha sido localizado uma entrada de batismo de 1882, que apoie a data de nascimento reivindicada. Pesquisas sobre a idade de Anitica Butariu continuam a partir de 2016.